# 덴버 포스트

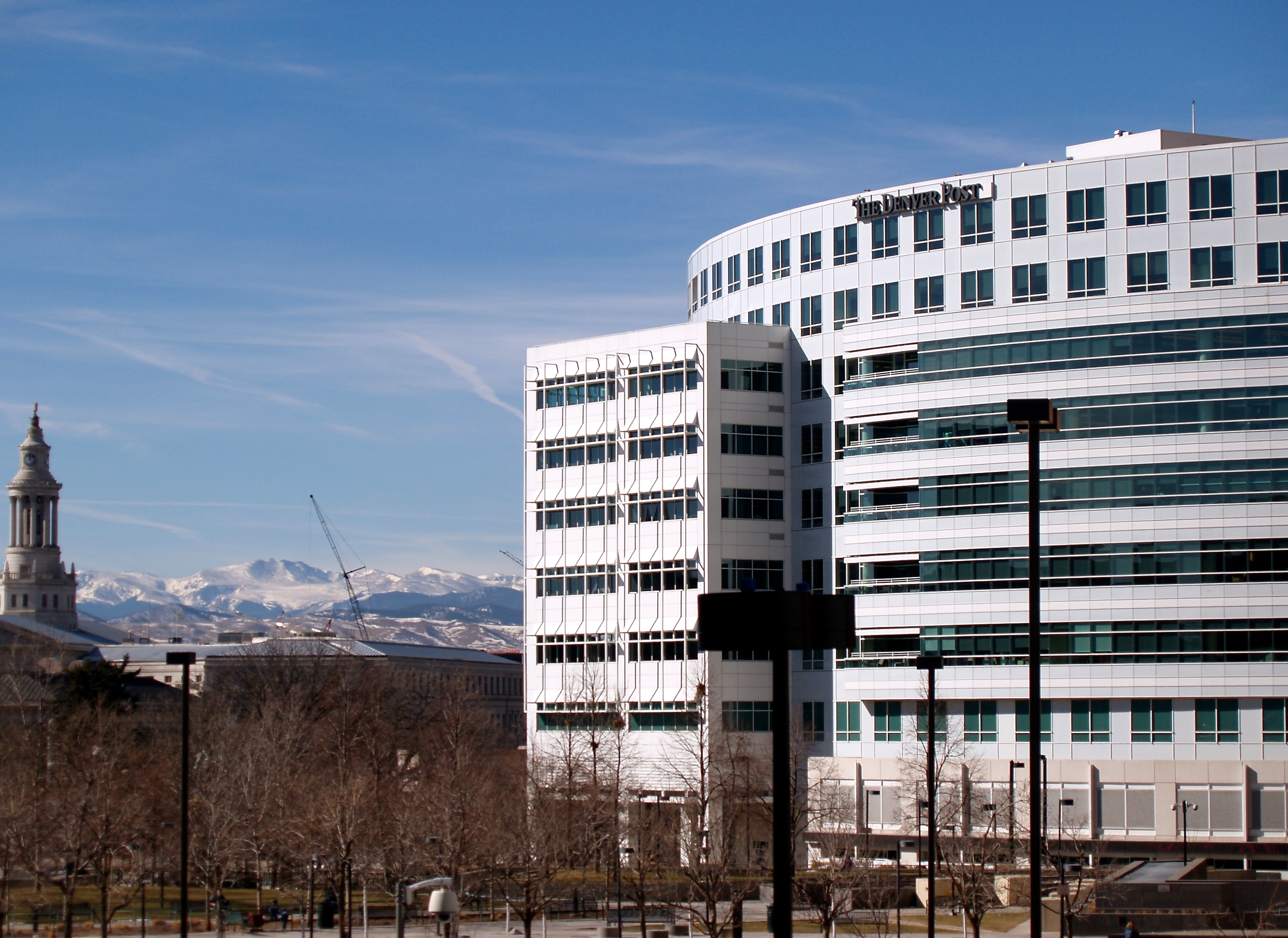

덴버 포스트(The Denver Post)는 미국 콜로라도주 덴버 지역에서 판매되는 신문이다.